# Timo Baumgartl
Timo Baumgartl (sinh ngày 4 tháng 3 năm 1996) là một cầu thủ bóng đá chuyên nghiệp người Đức thi đấu ở vị trí trung vệ cho câu lạc bộ Union Berlin tại Bundesliga theo dạng cho mượn từ PSV.